# آرامگاه داود خادم
مقبره داود خادم مربوط به دوران‌های تاریخی پس از اسلام است و در شهرستان اندیمشک، بخش الوار گرمسیری، دهستان قیلاب، روستای شیخ کیلومتری ۷۵ واقع شده و این اثر در تاریخ ۶ اسفند ۱۳۸۵ با شمارهٔ ثبت ۱۷۴۰۳ به‌عنوان یکی از آثار ملی ایران به ثبت رسیده است.